# 千賀ノ浦部屋
千賀ノ浦部屋 （ちがのうらべや）は、大正時代・昭和時代の東京大角力協会や大日本相撲協会（現・日本相撲協会）に所属していた相撲部屋。

## 概要
明治時代に初代・高砂や雷電が所属した関係で、当初は千賀ノ浦は高砂系の名跡だった。
大正時代になり元関脇・綾川が高砂の相続争いに敗れて入間川部屋に身を寄せた後、引退後に8代千賀ノ浦を襲名して自身の内弟子を連れて千賀ノ浦部屋を創設した。この時の弟子には、後の関脇・綾川（綾櫻）や幕内・外ヶ濱がいた。8代千賀ノ浦は1927年（昭和2年）限りで千賀ノ浦部屋を閉鎖し、綾櫻や外ヶ浜、関脇・綾曻などの所属力士は出羽海部屋へ移籍した。
その後、8代千賀ノ浦の弟子である綾櫻改め綾川が二枚鑑札で9代千賀ノ浦を襲名したが、9代千賀ノ浦は部屋を再興することなく、1940年1月限りで年寄名跡を伊勢ヶ濱部屋の幡瀬川に譲って廃業した。幡瀬川は引退後に年寄・10代千賀ノ浦を襲名して、1941年5月に千賀ノ浦部屋を再興したものの、わずか1年後の1942年5月に千賀ノ浦部屋を閉鎖して、自身はすぐに伊勢ヶ濱部屋へ戻っている。

## 師匠
- 8代：千賀ノ浦（関脇・綾川五郎次、青森）
- 10代：千賀ノ浦邦七郎（関脇・幡瀬川邦七郎、秋田）

## 力士

### 幕内
関脇
- 綾川五郎次（青森）

幕内
- 外ヶ濱弥太郎（前1・青森）